# Guillermo Bermúdez
Guillermo Bermúdez Umaña (Soacha, febrero de 1924-Bogotá, 31 de mayo de 1995) fue un arquitecto colombiano y profesor de la Universidad Nacional de Colombia. Su obra se destaca por la calidad de sus viviendas, tanto casas, como edificios, las cuales se encuentran principalmente en la ciudad de Bogotá.

## Vida
Guillermo Bermúdez Umaña nació en Soacha cerca de Bogotá en 1924. Estudió arquitectura en la Pontificia Universidad Católica de Chile y en la Universidad Nacional de Colombia, en Bogotá, donde se gradúa en 1948. Tras graduarse trabajó para el Ministerio de Obras Públicas de Colombia. Posteriormente, conformó la firma DOMUS junto a los también arquitectos colombianos Hernan Vieco y Francisco Pizano, la cual no duró muchos años. La gran mayoría de obras la proyecto en su propia oficina, en asocio en algunos proyectos con Pablo Lanzetta y Emilio Arango. Muere en Bogotá en 1995

## El procedimiento de Bermúdez
En el trabajo de Pedro Juan Bright, sobre la obra residencial de Guillermo Bermúdez, se descubren unas operaciones que son constantes en sus casas. En su intención por hacer íntima la vivienda y aislarla de las molestias de la ciudad Bermúdez:
1. Confina entre muros el lindero del predio
2. Dilata el acceso ampliado el antejardín
3. Coloca los servicios contra el vecino
4. Divide la planta en cuadrantes cuyo centro es el vestíbulo de entrada y la escalera
5. Dispone el salón en el centro gozando de la mejor ubicación y visuales.

Estas operaciones indican que para Bermúdez el lugar es el detonante del proyecto. En la ciudad el lugar es el predio, el cual se zonifica en dos áreas: El frente y el fondo. El arquitecto convierte estas zonas en jardines para dotar a los espacios de un ambiente acogedor, de forma análoga a lo que ocurre en la tipología de casas con patio.  Por otro lado, cuando el sitio lo permite, Bermúdez busca atrapar las visuales lejanas, suprimiendo mediante muros y jardines las distancias intermedias.

## Obra

### Vivienda unifamiliar
- Casa Bermúdez, Bogotá 1952 y 1957[3]
- Casa Alonso, Bogotá 1960
- Casa Bravo, Bogotá 1961
- Casa Duran, Bogotá 1964
- Casa Valencia, Bogotá 1964
- Casa Saldarriaga, Medellín 1965
- Casa Barco, Bogotá 1966
- Casa Lanzetta, Bogotá 1967
- Casa Vaimberg, Bogotá 1967
- Casa Mutis, Bogotá 1973
- Casa La Manuelita, Sabana de Bogotá 1974

### Vivienda multifamiliar
- Edificio Rueda, Bogotá 1955
- Edificio Bermúdez, Bogotá 1957
- Edificio Hermann, Bogotá 1959
- Conjunto Residencial El Polo, Bogotá 1959 (junto a Rogelio Salmona)
- Edificio Embajador, Bogotá 1962
- Edificio Av. 82, Bogotá 1964
- Edificio El Refugio, Bogotá 1969
- Edificio Las Carabelas Bogotá 1969
- Conjunto de vivienda El Contador, Bogotá 1971
- Edificio El Sendero, Bogotá 1979
- Edificio Ponce de León, Bogotá 1979[4]
- Edificio Parque Chicó, Bogotá 1987

### Edificios educativos
- Colegio Nueva Granada, Bogotá 1959
- Facultad de Economía de Universidad nacional de Colombia, Bogotá 1960-1970 (junto a Fernando Martínez Sanabria).
- Edificio Alberto Lleras Camargo, Universidad de los Andes, Bogotá 1990 (junto a su hijo Daniel Bermúdez).

## Premios
- Casa Bermúdez. Premio a la mejor residencia Primera Bienal Colombiana de Arquitectura 1962.
- Casa Bravo. Premio a la mejor residencia Segunda Bienal Colombiana de Arquitectura 1964.
- Conjunto Residencial El Polo. Mención de Honor Segunda Bienal Colombiana de Arquitectura 1964
- Edificio Alberto Lleras Camargo. Premio de Diseño Arquitectónico Decimotercera Bienal Colombiana de Arquitectura 1992.